# Federico Burdisso
Federico Burdisso (ur. 20 września 2001 w Pawii) – włoski pływak specjalizujący się w stylu motylkowym, dwukrotny brązowy medalista igrzysk olimpijskich, mistrz świata w sztafecie.
W 2018 roku na mistrzostwach Europy w Glasgow  zdobył brązowy medal na dystansie 200 m stylem motylkowym, uzyskawszy czas 1:55,97 min.
Trzy lata później, podczas igrzysk olimpijskich w Tokio zdobył brązowy medal w konkurencji 200 m stylem motylkowym, uzyskawszy czas 1:54,45.